# 紫溪书院
紫溪书院（韓語：자계서원）是一间位于韩国庆尚北道清道郡伊西面的书院，被列为「庆尚北道有形文化遗产」第83号。。紫溪书院的兴建是为了纪念朝鲜时代学者金驲孙（1464～1498）的学识、品德。如今，紫溪书院已不再教学，只剩每年2月和8月仍有祭祀活动。
在1518年兴建之初，紫溪书院原名云溪书院，其曾在1578年重建。壬辰倭乱时书院烧毁，于是在1615年再次重建。1661年，国王赐“紫溪”匾额，从此受到官方承认及经援。高宗8年（1871年），紫溪书院在兴宣大院君的书院撤废令下被迫关闭，直到1924年才恢复。
“紫溪”的由来乃是因为金驲孙是被戊午士祸牵连而冤死，当时故乡「一连流了三天红色河水」，因而于1661年赐额时被命名为紫溪。

## 布局
书院以讲堂「辅仁堂」为中心建造了12座建筑。其中咏归楼、东斋和西斋被指定为文化财产。咏归楼时常举行各种活动，楼内还藏有七弦琴和一些典籍（如《燃藜室记述》）
其旁的一棵银杏据信是金驲孙亲手所植；东斋、西斋类似于今天的宿舍。